# Полаткан, Хасан
Хасан Полаткан (1915, Эскишехир — 16 сентября 1961, Имралы, Бурса) — турецкий политик, повешен после государственного переворота, совершённого в 1960 году.

## Биография
Родился в 1915 году в Эскишехире. Изучал политологию в Стамбульском университете. Окончив университет в 1936 году, работал в банке «Ziraat Bank».
В 1946 году был избран членом Великого национального собрания. Переизбирался в 1950, 1954 и 1957 годах. В правительстве Аднана Мендереса занимал пост министра труда и дважды пост министра финансов.
После государственного переворота 27 мая 1960 года вместе с Аднаном Мендересом и Фатином Рюштю Зорлу был арестован и отдан под суд. Все трое были признаны виновными в государственной измене, нарушении Конституции и коррупции, после чего приговорены к смертной казни через повешение. 16 сентября 1961 года Хасан Полаткан был казнён на острове Имралы. Через некоторое время после смерти Полаткана его останки были перенесены в мавзолей в Стамбуле.
У Хасана Полаткана остались жена и дочь Нильгюн.
В 1987 году Полаткан, Мендерес и Зорлу были реабилитированы, в 1990 — перезахоронены на кладбище Топкапы.
Именем Полаткана названы несколько школ и культурный центр.